# Müllermäßel
Der Müllermäßel, gelegentlich auch Müllermaßel oder Mühlmaßel, war ein österreichisches Volumenmaß und wurde als 1/16 Metze nur gestrichen gemessen. Das traf besonders bei Waren wie Getreide, Hülsenfrüchte, Sämereien, Baumfrüchte, Knollengewächse, Kohle und Kalk zu. Das Maß Becher, als letztes Maß in der Kette, konnte durch Halbieren bis zum Zweiunddreißigstel geteilt werden.
Die Maßkette war
- 1 Muth = 30 Metzen = 60 Halbe = 120 Viertel = 240 Achtel = 480 Müllermaßel = 960 Halbe Maßel/Mäßel (groß) = 1920 Futtermaßel/Mäßel (klein) = 3840 Becher
- 1 Müllermäßel = 2 Mäßel (groß) = 4 Mäßel (klein) = 8 Becher (0,48046 Liter) = 193,7711 Pariser Kubikzoll = 3,843718 Liter
- 1 Metze = 16 Müllermäßel